# Aeroporto di Arica-Chacalluta
L'Aeroporto Internazionale Chacalluta (in spagnolo Aeropuerto Internacional Chacalluta) è uno scalo aereo cileno che serve la città di Arica, capoluogo della provincia omonima, e la regione circostante. È situato a 18,5 km a nord della città e a 1 km dalla frontiera peruviana.